# Воробьёва, Авдотья Ивановна
Авдо́тья Ива́новна Воробьёва (урождённая Во́лкова, в некоторых источниках Янко́вская; 1768—1836) — артистка оперы (сопрано). Жена Я. Воробьёва, мать Е. Сосницкой.
Пению обучалась в Петербургской театральной школе, по окончании которой в 1787 была принята в труппу Петербургского Придворного театра.
Обладала ярким комедийным талантом. С большим успехом выступала в итальянской и французской комических операх.
Была первой исполнительницей многих ролей. Среди партий: Цимара — первая исполнительница («Американцы»), Милона — первая исполнительница («Клорида и Милон»), Катя («Крестьяне, или Встреча незваных» по пьесе А. А. Шаховского), Роза («Ломоносов, или Рекрут-стихотворец» А. А. Шаховского), Аннуся («Удача от неудачи, или Приключение в жидовской корчме»), Леста («Русалка» и «Днепровская русалка» Ф. Кауэра); Камилла («Притворная любовница»); Розина («Севильский цирюльник, или Бесполезная предосторожность»), неизвестные роли ? («Ринальдо д’Асте» Д. Астаритты), в операх «Деревенский маркиз», «Две невесты», «Мнимые философы» Дж. Паизиелло, «Трубочист-князь».